# زمین‌لرزه ۱۳۳۹ لار
زمین‌لرزه لار در تاریخ ۲۴ آوریل ۱۹۶۰ میلادی، برابر با ‎۴ اردیبهشت ۱۳۳۹، ساعت ۱۲:۱۴:۰۰ به زمان یوتی‌سی در جنوب استان فارس و حوالی لار رخ داد. بزرگی آن ۶٫۷ در مقیاس ریشتر اعلام شده‌است. زمین‌لرزه به وقت محلی(یوتی‌سی ۳:۳۰+) در روز یکشنبه، ساعت ۱۵:۴۴روی داده.  
سازمان زمین‌شناسی آمریکا نیز جای این زمین‌لرزه را در مختصات ۲۸°۰۰′شمالی ۵۴°۳۰′شرقی / ۲۸°شمالی ۵۴٫۵°شرقی و بزرگی آن را برابر با ۶٫۷ در مقیاس ریشتر اعلام کرده‌است. 
شمار کشته شده گان زلزله حدود ۴۲۰ نفر بوده‌است. همچنین در این حادثه ۲۰۰۰ نفر زخمی و ۱۶۰ نفر مجروح جدی شدند.

## ویژگی‌های کالبدی لار ۱۳۳۹

### پیش از زلزله
لار یکی از زلزله‌خیزترین مناطق ایران به حساب می‌آید. عکس هوایی سال ۱۳۳۹ از این شهر بافتی متراکم را نشان می‌دهد و اکثر خانه‌ها به صورت حیاط مرکزی با سرداب، زیرزمین و بادگیر ساخته می‌شدند. در لار سه شویه متداول ساخت مسکن، پیش از زمین‌لرزه ۱۳۳۹ وجود داشته است. نوع اول و دوم به ترتیب خانه‌های دیوار باربری بودند که با آجر خشک‌شده در آفتاب و یا با مصالح سنگی و ملات خاک‌رس و آهک ساخته می‌شدند. نوع سوم ساختمان‌هایی بوند که با آجر پخته شده کوره‌ای و سقف‌های طاق ضربی ساخته می‌شدند.

### هنگام زلزله
با این وجود ویرانی ناشی از زلزله، شهر را از جنبه شهریت خارج نکرد. منطقه‌ی تخریب‌شده تنها محدود به نوار باریکی از شهر لار می‌شد که خانه‌های واقع شده در این قسمت بر رسوبات آبرفتی بسیار نرم ساخته شده بودند. تلفات در قسمت‌های دیگر شهر اندک و خسارات به صورت ترک و یا شکاف در بناها وارد شده بود. در واقع بزرگی و شدت زلزله لار خود به تنهایی عاملی قوی در تخریب و تلفات به شمار نمی‌آمد. بلکه قرارگیری شهر در منطقه‌ای لرزه‌خیز، بافت شهری متراکم یا کوچه‌های تنگ و باریک، احداث بناها بر روی رسوبات آبرفتی، به همراه مصالح ساختمانی ضعیف و تراکم بالای جمعیتی در منطقه‌ی ویران‌شده همگی باعث تشدید تخریب و ویرانی زلزله لار شدند.